# Fabiola von Rom

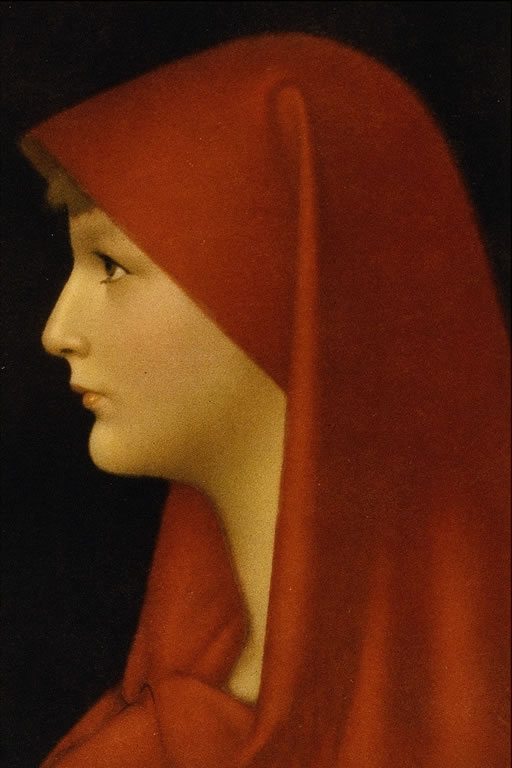
Die heilige Fabiola, Gemälde von Jean-Jacques Henner

Fabiola von Rom (* 4. Jahrhundert in Rom; † Dezember 399 ebenda) war eine spätantike römische Witwe, Wohltäterin und Heilige.

## Leben
Fabiola von Rom entstammte dem vornehmen Geschlecht der Fabier. Von ihrem ersten Mann, der ihr zwar standesgemäß ebenbürtig, aber lasterhaft war, ließ sie sich scheiden, was den Ausschluss aus der christlichen Gemeinde von Rom zur Folge hatte. Sie heiratete erneut, doch nach dem Tod ihres zweiten Mannes leistete sie öffentlich Buße und wurde wieder in die Kirchengemeinde aufgenommen. Fabiola verwendete ihr Vermögen zur Unterstützung der Armen und Kranken und errichtete mit Unterstützung des Senators Pammachius ein Siechenhaus in Rom, das als erstes Krankenhaus der westlichen Welt gelten kann. Sie lernte den Kirchenvater Hieronymus kennen, folgte ihm auf einer Wallfahrt ins Heilige Land und lebte einige Zeit dort in der von der heilige Paula gegründeten Gemeinschaft christlicher Jungfrauen und Witwen. Die heilige Fabiola kehrte nach dem Einfall der Hunnen 395 nach Rom zurück und nahm ihre Arbeit in der Krankenfürsorge wieder auf, indem sie ein Pilgerhospiz aufbaute.
Möglicherweise eine Tochter dieser Fabiola war die gleichnamige Frau, mit der der Kirchenvater Augustinus von Hippo in Briefkontakt stand.

## Verehrung und Rezeption
Der Gedenktag der heiligen Fabiola wird in den orthodoxen Kirchen und der römisch-katholischen Kirche am 27. Dezember begangen.
In der Ikonografie wird die Heilige im Büßergewand und betend, meist mit dem Haupt nach links gewendet und in rotem Gewand, vereinzelt auch in einem grünen, dargestellt.
Der belgische Künstler Francis Alÿs konzipierte eine Ausstellung über die heilige Fabiola, in der er in fünfzehn Jahren an die 300 Porträts in Europa und Amerika zusammentrug. Unter anderem war die Ausstellung in der National Portrait Gallery (London) zu sehen. 2011 war die Sammlung in Basel als Ausstellung des „Schaulagers“ im „Haus zum Kirschgarten“ zu sehen (12. März–28. August).